# José Embrioni
José Embrioni (Buenos Aires, 19 de marzo de 1906 - íd., 14 de abril de 1996) fue un militar y político argentino.

## Biografía
Embrioni egresó del Colegio Militar de la Nación en 1927, siendo abanderado y primero de su promoción, con el grado de subteniente del arma de infantería. Entre 1943 y 1944, siendo mayor, fue Secretario General del Ministerio de Relaciones Exteriores y Culto, durante la dictadura de Pedro Pablo Ramírez. En 1947, siendo ya teniente coronel, participó de la delegación argentina ante la Conferencia Interamericana de Río de Janeiro, durante el gobierno de Juan Domingo Perón.
Durante ese mismo gobierno, formó parte de la embajada de Argentina en los Estados Unidos, entre 1948 y 1949. Desde ese último año hasta 1955, fue secretario del ministro de Guerra. En dicho año pasó a retiro, siendo general de división.
Era un general retirado del Ejército cuando fue nombrado por el gobierno interino del doctor Raúl Lastiri como Intendente de Buenos Aires, el 30 de agosto de 1973. 
Al asumir Juan Domingo Perón el 12 de octubre es ratificado en su cargo, y también sería ratificado por María Estela Martínez en 1974.
Murió en la madrugada del 14 de abril de 1996, a los 90 años, siendo velado en el Salón Dorado del Concejo Deliberante porteño, asistiendo al mismo el entonces presidente, Carlos Menem, y el entonces intendente de Buenos Aires, Jorge Domínguez.
| Predecesor: Juan Debenedetti | Intendente de Buenos Aires 1973 – 1976 | Sucesor: Eduardo Crespi de facto |